# جيرار جرانويرس
جيرار جرانويرس (بالإسبانية: Gerard Granollers)‏ مواليد 30 يناير 1989 في برشلونة، هو لاعب كرة مضرب إسباني ويحتل حالياً المرتبة رقم. 280 (24 أبريل 2013) في تصنيف رابطة محترفي كرة المضرب. أعلى تصنيف له في الفردي كان المركز الـ 279 في سنة 2011. أعلى تصنيف له في الزوجي كان المركز الـ 144 في سنة 2010.

## روابط خارجية
- جيرار جرانويرس على موقع رابطة محترفي التنس (الإنجليزية)
- جيرار جرانويرس على موقع الاتحاد الدولي لكرة المضرب (الإنجليزية)
- جيرار جرانويرس على موقع خلاصة التنس.كوم (الإنجليزية)